# Брег (Межица)
Брег (словен. Breg) је насељено место у општини Межица, Корушка регија, Словенија.

## Историја
До територијалне реорганизације у Словенији био је у саставу старе општине Равне на Корошкем.

## Становништво
У попису становништва из 2011. године, Брег је имао 64 становника.
| Број становника према пописима | Број становника према пописима | Број становника према пописима |
| ------------------------------ | ------------------------------ | ------------------------------ |
| 1991                           | 2002                           | 2011                           |
| 90                             | 79                             | 64                             |

Напомена: Године 1970. увећан за део насеља Полена који је укинут.